# Kapolcska Program
A Kapolcska Program szervezője, lebonyolítója a Kapolcsi Kulturális és Természetvédelmi Egylet.
A Kapolcska Program célja a tehetségkutatás, tehetségnevelés, készségfejlesztés és a családi egység erősítése egy különleges edukációs program keretén belül a 10 és 17 év közöttiek számára, mely minden évben Kapolcson kerül megrendezésre. A bentlakásos táborban a gyerekek különböző szekciókban, szakmailag elismert oktatók vezetésével és segítségével egy hétig egy intenzív képzésben és fellépési/kiállítási lehetőségben részesülnek. A Kapolcska Program Nemzeti Tehetségpont. A szekciók különféle előadói, zenei, tudományos, képzőművészeti területeken működnek. Ilyen például a kézműves szekció Szurdi Éva keramikus vezetésével, a Talamba ütőhangszeres szekció, a vonós kamarazenei és improvizációs szekció Szirtes Edina Mókus vezetésével, a Jazz Impro Műhely Hoppál Mihály Hunor vezetésével.